# Daizō Okitsu
Daizō Okitsu (jap. 興津 大三 Okitsu Daizō; ur. 15 czerwca 1974) – japoński piłkarz występujący na pozycji pomocnika.

## Kariera klubowa
Od 1997 do 2000 roku występował w klubach Shimizu S-Pulse i Cerezo Osaka.